# ジョンズタウン (競走馬)
ジョンズタウン（Johnstown、1936年 - 1950年）とは、アメリカ合衆国のサラブレッドの競走馬、および種牡馬である。1939年のアメリカクラシック二冠馬。1992年にアメリカ競馬殿堂入りを果たした。

## 経歴

### 若駒時代
1936年に、アーサー・ボイド・ハンコックのクレイボーンファームで生産されたサラブレッドの競走馬である。のちにウィリアム・ウッドワードに購入され、彼の持つベルエアースタッド名義で競走馬として登録された。馬名はペンシルベニア州の町ジョンズタウンに由来する。
ウィリアムの学友でもあったジム・フィッツシモンズ調教師に預けられ、以後の21戦すべてでジェームズ・スタウトが騎乗した。デビュー戦こそ落とすものの、4月のジャマイカ競馬場で行われた2戦目で初勝利を挙げている。その後はブリーダーズフューチュリティ優勝など一線級で活躍、この年12戦7勝の成績を挙げた。しかし、後のアメリカ殿堂馬エイトサーティや、ホープフルステークス優勝馬のエルチコなどに度々破れており、この時点では超一流と呼べるほどの馬ではなかった。

### クラシック路線
3歳シーズンは4月から始動、初戦となった4月15日のポーモノクハンデキャップでは古馬を相手にしながら勝利を手にした。続くジャマイカ競馬場での一般戦をも勝ち、前年末から続く連勝を5に伸ばした。ケンタッキーダービーの前哨戦・ウッドメモリアルステークスでは2着馬を8馬身突き放す圧勝を見せ、フィッツシモンズは同競走4連覇を達成した。
ケンタッキーダービーでは単勝オッズ1.6倍という支持を集めて、断然の1番人気に推された。スタートこそよくなかったものの、前へと駆け出してエルチコを2番手に抑え、先頭を独走。ずるずる後退するエルチコを尻目に、1マイル（約1609メートル）を過ぎたあたりで鞍上のスタウトの合図を受け、その差をどんどんと広げていった。最終的には2着のシャルドンに8馬身の差をつけてゴール、圧勝劇でその人気に応えた。
翌戦の三冠第2戦・プリークネスステークスは重馬場での開催となり、これはジョンズタウンに不利に働き、優勝したシャルドンから大きく離されて5着に敗退、連勝記録も7でストップした。その2週間後に迎えたウィザーズステークスでは、馬場にも恵まれて6馬身差で快勝している。6月3日に行われた三冠最終戦のベルモントステークスにはシャルドンが出走しておらず、ジョンズタウンは楽に走りながらも、2着馬に5馬身差をつけて優勝し、クラシック二冠を達成した。

### 3歳後半
ベルモントステークスの2週間後に迎えたドワイヤーステークスにおいて、ジョンズタウンとシャルドンは再戦を果たした。両馬はスタート直後からハナの奪い合いを演じたが、前半の3ハロンが過ぎたあたりでジョンズタウンが先頭を確保すると、そのまま終始譲らずにゴール、2着馬サンラヴァーに1馬身差をつけて勝利を飾った。このときの1分48秒40という記録は、ディスカヴァリーが保持していたベルモントパーク競馬場9ハロンのトラックレコードとタイ記録であった。
7月に入って出走したアーリントンパーク競馬場でのクラシックステークスでもシャルドンとの対戦となった。ジョンズタウンはここでも先頭を奪うことに成功したが、1マイルを過ぎたあたりで疲れた様子を見せ始め、シャルドンとサンラヴァーの2頭に交わされて3着に敗れた。この競走で故障を発生し、しばらくは復帰を目指して調整されていたものの、結局は競走に戻ることなく引退に至った。

## 引退後
引退後は故郷のクレイボーンファームで繋養され、1940年より種牡馬として活動を始めた。その成績は現役のころに比べると物足りないものとなった。代表産駒としては1946年のケンタッキーオークスに勝利したファーストページがいる。またCCAオークス3着馬のセグラが母としてナシュアを出した。
ジョンズタウンは14歳となった1950年に脳溢血が元で死亡、その遺骸はクレイボーンファームの墓地に埋葬された。のちの1992年、アメリカ競馬名誉の殿堂博物館はその競走成績を評価して、ジョンズタウンを殿堂馬の一頭として加えた。

## 評価

### おもな勝鞍
※当時はグレード制未導入
1938年（2歳） 12戦7勝
ベイビロンステークス、リチャードジョンソンステークス、ブリーダーズフューチュリティ、レムゼンハンデキャップ
1939年（3歳） 9戦7勝
ポーモノクハンデキャップ、ウッドメモリアルステークス、ケンタッキーダービー、ベルモントステークス、ドワイヤーステークス、ウィザーズステークス

### 表彰
- 1992年 - アメリカ競馬名誉の殿堂博物館により、殿堂馬として選定される。
- 1999年 - ブラッド・ホース誌の選ぶ20世紀のアメリカ名馬100選において、第73位に選ばれる。

## 血統表
| ジョンズタウンの血統            | ジョンズタウンの血統                                                 | ジョンズタウンの血統                                                 | （血統表の出典）                                                     | （血統表の出典） |
| 父系                            | ハンプトン系（ダークロナルド系）                                     | ハンプトン系（ダークロナルド系）                                     | ハンプトン系（ダークロナルド系）                                     | [ § 2 ]          |
| 父 Jamestown 1928 鹿毛 アメリカ | 父の父St. James 1921 鹿毛 アメリカ                                   | Ambassador                                                           | Dark Ronald                                                          | Dark Ronald      |
| 父 Jamestown 1928 鹿毛 アメリカ | 父の父St. James 1921 鹿毛 アメリカ                                   | Ambassador                                                           | Excellenza                                                           |                  |
| 父 Jamestown 1928 鹿毛 アメリカ | 父の父St. James 1921 鹿毛 アメリカ                                   | Bobolink                                                             | Willonyx                                                             | Willonyx         |
| 父 Jamestown 1928 鹿毛 アメリカ | 父の父St. James 1921 鹿毛 アメリカ                                   | Bobolink                                                             | Chelandry                                                            |                  |
| 父 Jamestown 1928 鹿毛 アメリカ | 父の母Mlle. Dazie 1917 鹿毛 アメリカ                                 | Fair Play                                                            | Hastings                                                             | Hastings         |
| 父 Jamestown 1928 鹿毛 アメリカ | 父の母Mlle. Dazie 1917 鹿毛 アメリカ                                 | Fair Play                                                            | Fairy Gold                                                           |                  |
| 父 Jamestown 1928 鹿毛 アメリカ | 父の母Mlle. Dazie 1917 鹿毛 アメリカ                                 | Toggery                                                              | Rock Sand                                                            | Rock Sand        |
| 父 Jamestown 1928 鹿毛 アメリカ | 父の母Mlle. Dazie 1917 鹿毛 アメリカ                                 | Toggery                                                              | Tea's Over                                                           |                  |
| 母 La France 1928 鹿毛 アメリカ | 母の父Sir Gallahad 1920 鹿毛 フランス                                | Teddy                                                                | Ajax                                                                 | Ajax             |
| 母 La France 1928 鹿毛 アメリカ | 母の父Sir Gallahad 1920 鹿毛 フランス                                | Teddy                                                                | Rondeau                                                              |                  |
| 母 La France 1928 鹿毛 アメリカ | 母の父Sir Gallahad 1920 鹿毛 フランス                                | Plucky Liege                                                         | Spearmint                                                            | Spearmint        |
| 母 La France 1928 鹿毛 アメリカ | 母の父Sir Gallahad 1920 鹿毛 フランス                                | Plucky Liege                                                         | Concertina                                                           |                  |
| 母 La France 1928 鹿毛 アメリカ | 母の母Flambette 1918 鹿毛 フランス                                   | Durbar                                                               | Rabelais                                                             | Rabelais         |
| 母 La France 1928 鹿毛 アメリカ | 母の母Flambette 1918 鹿毛 フランス                                   | Durbar                                                               | Armenia                                                              |                  |
| 母 La France 1928 鹿毛 アメリカ | 母の母Flambette 1918 鹿毛 フランス                                   | La Flambee                                                           | Ajax                                                                 | Ajax             |
| 母 La France 1928 鹿毛 アメリカ | 母の母Flambette 1918 鹿毛 フランス                                   | La Flambee                                                           | Medeah                                                               |                  |
| 母系(F-No.)                     | (FN:17-b)                                                            | (FN:17-b)                                                            | (FN:17-b)                                                            | [ § 3 ]          |
| 5代内の近親交配                 | Ajax 母内4x4=12.50%、 Bay Ronald 5x5=6.25%、 St. Simon 母内5x5=6.25% | Ajax 母内4x4=12.50%、 Bay Ronald 5x5=6.25%、 St. Simon 母内5x5=6.25% | Ajax 母内4x4=12.50%、 Bay Ronald 5x5=6.25%、 St. Simon 母内5x5=6.25% | [ § 4 ]          |
| 出典                            | 1. 2. 3. 4.                                                          | 1. 2. 3. 4.                                                          | 1. 2. 3. 4.                                                          | 1. 2. 3. 4.      |